# 인민당 (벨기에)

인민당(프랑스어: Parti populaire, PP 파르티 포퓔레르[*])는 프랑스어 사용지역인 왈롱(프랑스어로는 우알로니) 지역을 기반으로 하는 우익 계열 정당이다. 2009년에 창당되었다.